# Cognac (ital)

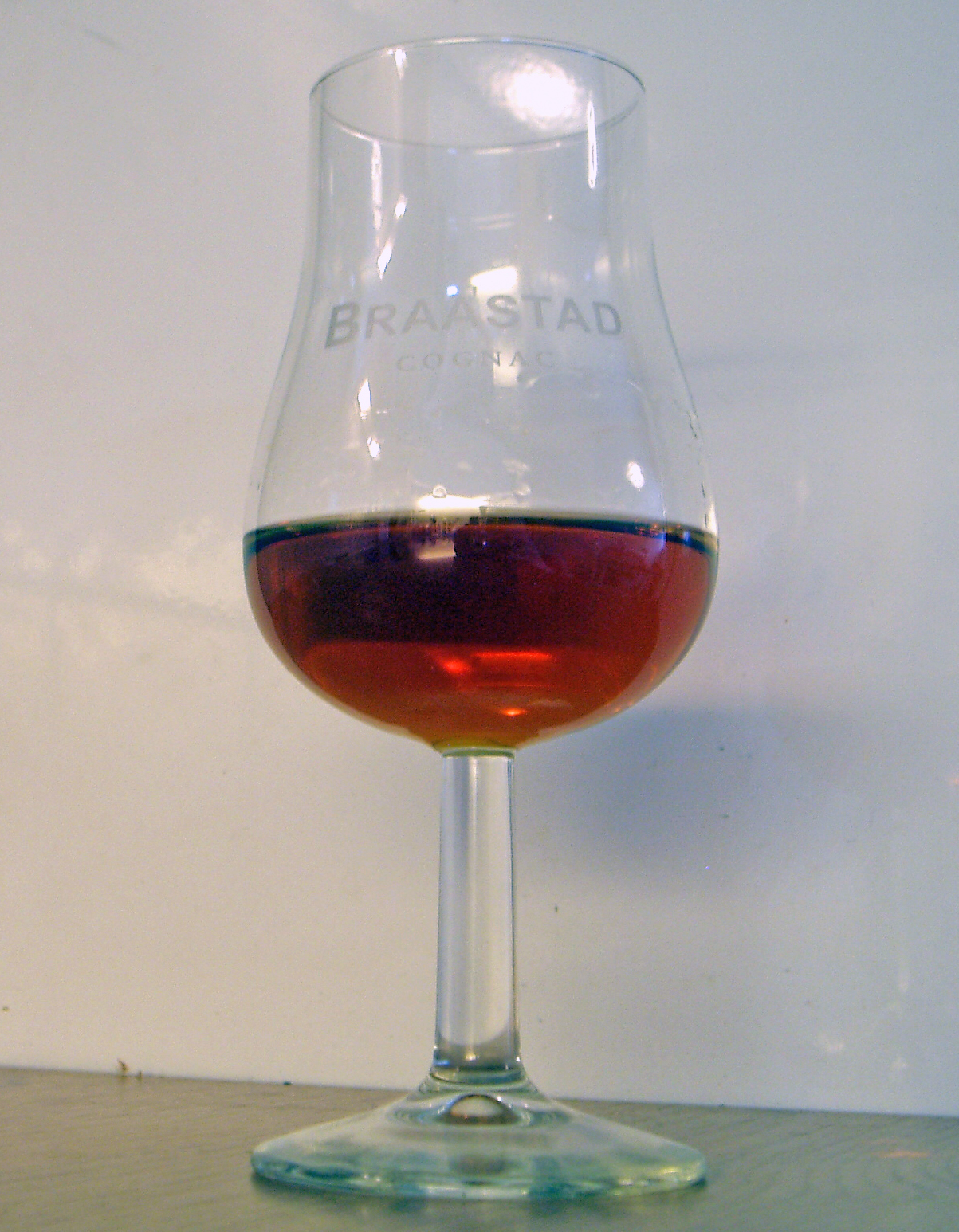
Cognac, tulipán alakú pohárban

A cognac (ejtsd: konyak) tölgyfahordóban érlelt, eredetvédett francia borpárlat. Nevét előállítási helyéről, a franciaországi Cognac község borvidékéről kapta, melyet fehérbora, majd a belőle készült párlat tett ismertté.
A cognac nemzetközi eredetvédelem alá esik, amely többek közt az Európai Unióra és az Amerikai Egyesült Államokra is kiterjed. Szabályozása nemcsak a termő- és előállítási területet, illetve a felhasználható szőlőfajtákat korlátozza, hanem a borpárlatok általános szabályozásánál lényegesen szigorúbb technológiai követelményeket is támaszt.
A köznyelvben a cognac után nevezik gyakran konyaknak az egyéb borpárlatokat is.

## Jogi szabályozása
Az európai uniós szabályozás értelmében a cognac nevet az alábbi feltételek teljesülése esetén viselheti az ital:
- az előállítás módja legalább 300 éve változatlan;
- az italnak legalább 90%-a az Ugni Blanc, Folle Blanche vagy Colombard szőlőfajta borából kell készülnie, és a maradék 10%-ban is csupán a Folignan, Jurançon blanc, Meslier St-Francois (Blanc Ramé), Select, Montils, Sémillon szőlők borait jelentheti;
- rézüstben történő kétszeres lepárlással kell készülnie és francia tölgyfa hordóban kell legalább két éven át érlelődnie. (Maga a tölgyfa származhat Európa egyéb területeiről is, de Limoges városát érintve kell megérkezzen – az ilyen tölgyfát „limousin” tölgynek is nevezik.)

Azt a vidéket, mely jogosult cognacot előállítani, hat zónára osztják fel. A hat zóna egyfajta besorolás, mely utal az onnan származó cognac élvezeti értékére. Az elnevezéseik a következők, az elismertség csökkenő sorrendjében: Grande Champagne, Petite Champagne, Borderies, Fins Bois, Bon Bois és végül Bois Ordinaire.

## A gyártási eljárás
A cognac a kiemelt vidékeken előállított fehérborok kétszeri lepárlásából készül. A bor nagyon száraz, savas, könnyű bor kell legyen, melynek tisztán történő elfogyasztása kevéssé kellemes, de lepárlásra megfelel. Csak és kizárólag a szűk lista szerinti szőlőfajták bora használható fel cognac előállítására. A lepárlás a hagyományoknak és az előírásoknak megfelelő rézüstökben történhet. A kétszeri lepárlás eredménye egy színtelen szesz, mely kb. 70% alkoholt tartalmaz.
A kifőzés végeztével legalább 2 éven át tölgyfa hordókban érlelni kell a párlatot, mielőtt azt cognacnak lehet nevezni és értékesítésre kerülhet.
A végterméket általában 40% alkohol tartalmúra hígítják, tiszta desztillált víz felhasználásával.
Legvégül a különböző cognacokból kikeverik (vagy más szóval házasítják) az értékesítésre szánt italt. Mindegyik gyártónál dolgozik egy kóstoló mester, aki a keverék összeállítását határozza meg, és ő felelős azért, hogy az adott termék íze pontosan megegyezzen az ugyanott évtizedekkel korábban előállított cognac ízével.
A cognac korát a keverékben szereplő legfiatalabb alkotó kora határozza meg.

## Fokozatok
A BNIC (Bureau National Interprofessionnel du Cognac) a következő minőségi kategóriákat különbözteti meg:
- VS - Very Special (nagyon különleges) - *** három csillag - a legfiatalabb összetevője is legalább 2 évig hordóban érlelt
- VSOP - Very Superior Old Pale (nagyon kitűnő régi cognac) - a legfiatalabb összetevője is legalább 4 évig hordóban érlelődött, de az átlagos kora ennél sokkal magasabb
- Napoléon - a legfiatalabb összetevője is legalább 6 évig érlelődött. Nem összetévesztendő a „Napoléon Cognac”-kal, ami a Courvoisier egy változata.
- XO - Extra Old (rendkívül régi) - a legfiatalabb összetevő legalább 10 évig érlelt. (Korábban ez az időtartam 6 év volt. Volt egy 2019. március 31-én letelt átmeneti időszak, amelyen belül az ital továbbra is viselhette az elnevezést, amennyiben 2018. március 18-a előtt palackozták.)
- X.X.O. (Extra Extra Old) - a legfiatalabb összetevője is legalább 14 évig érlelődött.

## Fordítás
- Ez a szócikk részben vagy egészben  a   Cognac (drink) című angol Wikipédia-szócikk fordításán alapul.  Az eredeti cikk szerkesztőit annak laptörténete sorolja fel. Ez a jelzés csupán a megfogalmazás eredetét és a szerzői jogokat jelzi, nem szolgál a cikkben szereplő információk forrásmegjelöléseként.